# ファントム・ブルース
『ファントム・ブルース』（Phantom Blues）は、アメリカ合衆国のブルース・ミュージシャン、タジ・マハールが1996年に発表したスタジオ・アルバム。

## 背景
収録曲「アイ・ニード・ユア・ラヴィング」にはボニー・レイットがゲスト参加しており、マハールは過去にもレイットのソロ・アルバム『テイキン・マイ・タイム』（1973年）でハーモニカ、ベース、バッキング・ボーカルを担当している。また、本作ではエリック・クラプトンが2曲でゲスト参加しており、マハールとクラプトンは1968年、ローリング・ストーンズが企画したテレビ・ショウ『ロックンロール・サーカス』で出会いを果たした。その他、トム・ペティ&ザ・ハートブレイカーズのマイク・キャンベルや、ロス・ロボスのデイヴィッド・イダルゴもレコーディングに参加した。

## 反響・評価
アメリカでは、総合アルバム・チャートのBillboard 200入りは逃したが、『ビルボード』のブルース・アルバム・チャートでは3位に達した。第39回グラミー賞では、本作が最優秀コンテンポラリー・ブルース・アルバム賞にノミネートされた。
William Ruhlmannはオールミュージックにおいて5点満点中2.5点を付け「ルーツ探求ではなく未来を示した、異種交配のプログレッシヴ・ブルースとして結実している」と評している。また、『CDジャーナル』のミニ・レビューでは「タジ最大の特色であるカリブ海志向が希薄なのは淋しいが、枯れたヴォーカルの味わいはやはり捨て難い」と評されている。

## 収録曲
1. ラヴィン・イン・マイ・ベイビーズ・アイズ - "Lovin' in My Baby's Eyes" (Taj Mahal) - 2:42
2. チーティン・オン・ユー - "Cheatin' on You" (Jon Cleary) - 3:22
3. ザ・ハッスル・イズ・オン - "The Hustle Is On" (H.E. Owens) - 2:41
4. ヒア・イン・ザ・ダーク - "Here in the Dark" (Bernard Anders) - 3:10
5. ファンニング・ザ・フレイムス - "Fanning the Flames" (J. Cleary) - 4:50
6. アイ・ニード・ユア・ラヴィング - "I Need Your Loving" (Clarence Lewis, Don Gardner, James McDougal, Morris Levy) - 3:01
7. ウー・プー・パー・ドゥー - "Ooh Poo Pah Doo" (Jessie Hill) - 4:01
8. ロンリー・アヴェニュー - "Lonely Avenue" (Doc Pomus) - 3:30
9. ドント・テル・ミー - "Don't Tell Me" (Pat McLaughlin) - 3:48
10. ホワット・アム・アイ・リヴィング・フォー? - "What Am I Living for?" (Art Harris, Fred Jay) - 2:46
11. ウィアー・ゴナ・メイク・イット - "We're Gonna Make It" (Billy Davis, Carl William Smith, Gene Barge, Raynard Miner) - 2:52
12. レット・ザ・フォー・ウィンズ・ブロー - "Let the Four Winds Blow" (Dave Bartholomew, Antoine "Fats" Domino) - 3:12
13. （ユーヴ・ガット・トゥ）ラヴ・ハー・ウィズ・ア・フィーリング - "(You've Got to) Love Her with a Feeling" (Freddie King, Sonny Thompson) - 3:48
14. ザ・カー・オブ・ユア・ドリームス - "The Car of Your Dreams" (James Kelly) - 4:08

## 参加ミュージシャン
- タジ・マハール - ボーカル(all songs)、ドブロ・ギター(on #1)、ハーモニカ(on #1)
- ボニー・レイット - ボーカル(on #6)
- マイク・キャンベル - 12弦ギター(on #1)
- ジョン・ポーター - リードギター(on #2, #6, #8)、アコースティック・ギター(on #11)、スライドギター(on #14)
- エリック・クラプトン - リードギター(on #4, #13)
- ディーン・パークス - リードギター(on #5, #9)
- ジョニー・リー・シェル - ギター(on #3, #4, #6, #7, #8, #10, #11, #12, #13, #14)、バッキング・ボーカル(on #6)
- ジョン・パークス - ギター(on #5)
- ジョー・マクグラス - ギター(on #10)
- ジョン・クリアリー - ギター(on #2)、ピアノ(on #2, #3, #4, #6, #7, #8, #10, #11, #12)、エレクトリックピアノ(on #5, #9)、クラビネット(on #14)、バッキング・ボーカル(on #6)
- ジョン・ブライオン - チェンバリン(on #7)、ギター(on #14)
- ミック・ウィーヴァー - ハモンドオルガン(on #2, #3, #5, #6, #7, #8, #9, #10, #11, #12, #13, #14)
- ジェームス・ハチンソン - ベース(on #1)
- ラリー・ファルチャー - ベース(#1を除く全曲)、バッキング・ボーカル(on #6)
- トニー・ブラウナゲル - ドラムス(all songs)、パーカッション(on #5, #7, #8, #9, #10)、タンバリン(on #11)
- フリーズ・ギロリー - ウォッシュボード(on #12)
- デイヴィッド・イダルゴ - アコーディオン(on #12)
- ジョー・サブレット - テナー・サクソフォーン(on #2, #3, #4, #5, #6, #7, #8, #9, #11, #12, #13, #14)
- バーナード・アンダーソン - テナー・サクソフォーン(on #10)
- ダレル・レナード - トランペット(on #2, #3, #4, #5, #6, #7, #8, #9, #11, #12, #13, #14)、トロンボニウム(on #7)
- ハリー・ボウエンス、スウィート・ピー・アトキンソン、テレンス・フォーサイス - バッキング・ボーカル(on #2, #5, #6, #7, #9)
- アルファネット・デュリオ、レジーナ・テイラー - バッキング・ボーカル(on #8, #11)
- ビリー・バーナム - バッキング・ボーカル(on #8)